# فرانك فيلوز غراي
فرانك فيلوز غراي (بالإنجليزية: Frank Fellows Gray)‏ هو مدرس أمريكي، ولد في 31 ديسمبر 1863 في سيراكيوز في الولايات المتحدة، وتوفي في 8 مارس 1935.